# Trygonorrhina
Genre
Trygonorrhina est un genre de raies.

## Liste des espèces
- Trygonorrhina dumerilii (Castelnau, 1873)
- Trygonorrhina fasciata Müller et Henle, 1841